# کریس آلاجاجیان
کریس آلاجاجیان ( انگلیسی: Chris Alajajian؛ زادهٔ ۳۱ اکتبر ۱۹۸۶) راننده مسابقه‌ای اهل استرالیا-ارمنستان است.

## زندگی‌نامه
وی در ۳۱ اکتبر ۱۹۸۶ در سیدنی به دنیا آمد.

## نتایج شغلی
| فصل     | مجموعه                                                       | مکان           | خودرو                             | تیم              |
| ------- | ------------------------------------------------------------ | -------------- | --------------------------------- | ---------------- |
| ۲۰۰۳    | مسابقات قهرمان خودروهای تولیدی استرالیا                      | ششم            | ب‌ام‌و سری ۳                        | وین              |
| ۲۰۰۳    | مسابفات قهرمانی خودروهای تولیدی استرالیا - کلاس بی           | سوم            | ب‌ام‌و سری ۳                        | وین              |
| ۲۰۰۴    | مسابقات قهرمانی فرمول ۳ استرالیا                             | هشتم           | دلارا اف۳۰۱ اسپیس اوپل            | پروتکنیکا        |
| ۲۰۰۴    | مسابقات قهرمانی خودروهای عملکردی جی‌تی استرالیا               | بیست و هفتم    | سوبارو ایمپرزا                    | پروتکنیکا        |
| ۲۰۰۴    | مسابقات قهرمانی خودروهای تولیدی استرالیا                     | اول            | سوبارو لگاسی                      | پروتکنیکا        |
| ۲۰۰۵    | قهرمانی رانندگان استرالیا (۱)                                | سوم            | دلارا اف۳۰۴ سودمو رنو             | پروتکنیکا        |
| ۲۰۰۵    | مسابقات قهرمانی خودروهای عملکردی استرالیا                    | یازدهم         | سوبارو ایمپرزا                    | پروتکنیکا        |
| ۲۰۰۶    | سری سوپرکار وی۸ فوجیتسو                                      | بیست و پنجم    | هولدن وی‌زد کومودور                | جک هیلرمن ریسینگ |
| ۲۰۰۶    | مسابقات قهرمانی خودروهای عملکردی استرالیا – جام تیم‌های خصوصی | ششم            | سوبارو لگاسی                      | جک هیلرمن ریسینگ |
| ۲۰۰۶    | قهرمانی رانندگان استرالیا (۱)                                | ششم            | دلارا اف۳۰۴ سودمو رنو             | پروتکنیکا        |
| ۲۰۰۷    | قهرمانی رانندگان استرالیا (۱)                                | دوازدهم        | دلارا اف۳۰۴ سودمو رنو             | پروتکنیکا        |
| ۲۰۰۷    | سری سوپرکار وی۸ فوجیتسو                                      | سی و چهارم     | هولدن وی‌زد کومودور                | جک هیلرمن ریسینگ |
| ۲۰۰۷–۰۸ | جایزه بزرگ ای۱                                               | بیست و دوم (۲) | لولا ای۱جی‌پی – زایتک              | ای۱ تیم لبنان    |
| ۲۰۰۸    | قهرمانی رانندگان استرالیا (۱)                                | دوازدهم        | دلارا اف۳۰۷ اچ‌دبلیوای - مرسدس-بنز | تیم بی‌آرام       |
| ۲۰۰۹    | چالش مینی استرالیا                                           | دوم            | مینی                              | جک هیلرمن ریسینگ |
| ۲۰۱۰    | چالش مینی استرالیا                                           | اول            | مینی                              | جک هیلرمن        |
| ۲۰۱۳    | سری سوپرکار وی۸ دانلوپ                                       | سی و هشتم      | هولدن وی‌ای کمودور                 | ناندی کیس ریسینگ |

- (۱) = همزمان با مسابقات قهرمان فرمول ۳ استرالیا
- (2) = رده‌بندی تیمی.

### نتایج کامل در سری توسعه وی۸
(شرح) (مسابقه‌هایی که به‌صورت پررنگ آمده‌اند نشانگر پول پوزیشن، و مسابقه‌هایی که به‌صورت ایتالیک آمده‌اند نشانگر سریع‌ترین دور هستند)
| سال  | تیم              | خودرو              | ۱         | ۲           | ۳         | ۴          | ۵          | ۶            | ۷           | ۸            | ۹             | ۱۰            | ۱۱             | ۱۲            | ۱۳            | ۱۴            | ۱۵       | ۱۶         | ۱۷             | ۱۸             | مکان | امتیازات |
| ---- | ---------------- | ------------------ | --------- | ----------- | --------- | ---------- | ---------- | ------------ | ----------- | ------------ | ------------- | ------------- | -------------- | ------------- | ------------- | ------------- | -------- | ---------- | -------------- | -------------- | ---- | -------- |
| ۲۰۰۶ | جک هیلرمن ریسینگ | هولدن وی‌زد کومودور | آدلاید    | آدلاید      | ویکفیلد   | ویکفیلد    | ویکفیلد    | کوئینزلند ۲۸ | کوئینزلند ۲ | کوئینزلند ب. | اوران پارک ۱۱ | اوران پارک ۲۴ | اوران پارک ۷   | مالالا ۴      | مالالا ۱۹     | مالالا ۱۱     | بثرست ۳۰ | بثرست ب.   | جزیره فیلیپ ب. | جزیره فیلیپ ۱۴ | ۲۵   | ۶۳۴      |
| ۲۰۰۷ | جک هیلرمن ریسینگ | هولدن وی‌زد کومودور | آدلاید    | آدلاید      | ویکفیلد ۱ | ویکفیلد ب. | ویکفیلد ب. | وینتون ب.    | وینتون ۱۷   | وینتون ۱۹    | کوئینزلند ب.  | کوئینزلند ب.  | کوئینزلند ع.ش. | اوران پارک ب. | اوران پارک ۱۵ | اوران پارک ۱۷ | بثرست ب. | بثرست ع.ش. | جزیره فیلیپ    | جزیره فیلیپ    | ۳۴   | ۱۶       |
| ۲۰۰۹ | Jay Motorsport   | هولدن وی‌زد کومودور | آدلاید ب. | آدلاید ع.ش. | وینتون    | وینتون     | وینتون     | تاونزویل     | تاونزویل    | تاونزویل     | سنداون        | سنداون        | سنداون         | کوئینزلند     | کوئینزلند     | کوئینزلند     | بثرست    | بثرست      | هوم‌باش         | هوم‌باش         | ر.ن. | ۰        |
| ۲۰۱۳ | ناندی کیس ریسینگ | هولدن وی‌ای کمودور  | آدلاید ۲۳ | آدلاید ۲۰   | بارباگالو | بارباگالو  | بازباگالو  | تاونزویل     | تاونزویل    | تاونزویل     | کوئینزلند     | کوئینزلند     | کوئینزلند      | وینتون        | وینتون        | وینتون        | بثرست    | بثرست      | هوم‌باش         | هوم‌باش         | ۳۸   | ۸۱       |

† واجد شرایط برای امتیاز نیست

### نتایج کامل در جایزه بزرگ ای۱
(شرح) (مسابقه‌هایی که به‌صورت پررنگ آمده‌اند نشانگر پول پوزیشن، و مسابقه‌هایی که به‌صورت ایتالیک آمده‌اند نشانگر سریع‌ترین دور هستند)
| سال     | ورودی         | ۱              | ۲            | ۳          | ۴       | ۵                | ۶             | ۷              | ۸           | ۹                   | ۱۰               | ۱۱                  | ۱۲               | ۱۳                    | ۱۴                 | ۱۵            | ۱۶         | ۱۷          | ۱۸       | ۱۹               | ۲۰            | ق.ر. | امتیاز |
| ------- | ------------- | -------------- | ------------ | ---------- | ------- | ---------------- | ------------- | -------------- | ----------- | ------------------- | ---------------- | ------------------- | ---------------- | --------------------- | ------------------ | ------------- | ---------- | ----------- | -------- | ---------------- | ------------- | ---- | ------ |
| ۲۰۰۷–۰۸ | ای۱ تیم لبنان | اسپرینتهلند ۱۴ | ویژه هلند ۱۹ | اسپرینت چک | ویژه چک | اسپرینت مالزی ۱۴ | ویژه مالزی ب. | اسپرینت چین ب. | ویژه چین ۱۳ | اسپرینت نیوزیلند ۱۵ | ویژه نیوزیلند ب. | اسپرینت استرالیا ۱۹ | ویژه استرالیا ۱۹ | اسپرینت آفریقای جنوبی | ویژه آفریقای جنوبی | اسپرینت مکزیک | ویژه مکزیک | اسپرینت چین | ویژه چین | اسپرینت بریتانیا | ویژه بریتانیا | ۲۲   | ۰      |